# John Abraham
John Abraham, född 1972 i Bombay i Indien, är en indisk skådespelare, filmproducent och modell. Han fick sin filmdebut år 2003 med filmen Jism för vilken han senare blev nominerad till "Filmfare Awards". Han har både producerat och varit med i många andra kända hindi-filmer, bland andra Dhoom (2004), Baabul (2006), Dostana (2008), Housefull 2 (2012), Race 2 (2013), Welcome Back (2015), Dishom (2016), Satyameva Jayate 2018 och Batla House (2019). År 2012 producerade han sin första film Vicky Donor som han bland annat fick pris för, både "Bästa film" och "Bästa framgångsrika budgetfilm". Han grundade senare sitt eget produktionshus vid namn "John Abraham Entertainment", där han producerade sin andra film Madras Cafe (2013). För sin roll i den blev han nominerad till "Bästa skådespelare". Förutom sin filmkarriär är han också ägare av det indiska Super-league fotbollslaget North-East United FC.

## Tidigt liv
John Abraham föddes den 17 december 1972 i Bombay i Indien. Hans far kommer från delstaten Kerala i södra Indien och hans mor från delstaten Gujarat i nordvästra Indien. Abrahams ursprungliga namn är "Farhan" men han döptes till "John" när han föddes. Han har en yngre bror som heter Alan Abraham. John Abraham betraktar sig ej som religiös även om hans far har kristet påbrå.

## Karriär
John Abraham började sin karriär som modell i musikvideon för låten "Surma" av Jazzy B. Han gjorde senare modellkarriär i storstäder som Hongkong, London och New-York City, där han även medverkade i kommersiella annonser och musikvideor av olika artister. Abraham började sin filmkarriär med filmen Jism (2003), en erotisk thrillerfilm regisserad av Amit Saxena. Samma år medverkade han även i skräck-romantikfilmen Saaya. År 2004 medverkade han i actionfilmen Dhoom regisserad av Sanjay Gadhvi och producerad av Yash Raj Films tillsammans med bland andra Abhishek Bachchan. För den blev han  nominerad till "Bästa presentation i en negativ roll". Filmen blev dessutom årets tredje mest ekonomiskt framgångsrika film. Senare samma år medverkade han i filmen "Water" regisserad av Deepha Metha. Filmen blev även stor internationellt och blev nominerad till en Oscar för "bästa utländska film". Sommaren 2006 deltog John Abraham på "Rockstar Concert" tillsammans med andra Bollywood-skådespelare som Salman Khan, Zayed Khan, Kareena Kapoor, Esha Deol, Shahid Kapoor och Mallika Sherawat. Samma år medverkade han även i filmerna Taxi nr 9211 och Kabul Express. År 2010 sågs Abraham i filmerna Aashayein och Jhoota Hi Sahi. På senare år har han bland annat medverkat i filmerna "Force" (2011), Desi Boys (2011) och Race 2 (2013).

## Privatliv
Under inspelningen av Jism 2003 som var hans debutfilm började han att dejta Bollywood-skådespelaren Bipasha Basu, som också medverkade i filmen. Abraham är idag gift med Priya Runchal som han träffade i Bombay december 2010. De gifte sig den 3 januari 2014 i Los Angeles i USA. Abraham jobbar även som en så kallad "Fitness-modell" vilket innebär att han avstår från att röka, dricka alkohol samt eventuella berusningsmedel som kan påverka hans hälsa.

## Filmografi
| Titel                            | År   | Roll                                      | Nomineringar |
| -------------------------------- | ---- | ----------------------------------------- | --- |
| Jism                             | 2003 | Kabir Lal                                 | Filmfare Awards - Nominerad för "Bästa manliga debut", Bollywood Movie Awards - Nominerad för "Bästa manliga debut" |
| Saaya                            | 2003 | Dr.Akash "Akki" Bathnagar                 | |
| Paap                             | 2003 | Inspektör Shiven                          | Stardust Awards - Pris för Stardust Superstar Of Tomorrow - Male |
| Aetbaar                          | 2004 | Arishka Travedi                           | |
| Laaker - Forbidden Lines         | 2004 | Saahil Mishra                             | |
| Dhoom                            | 2004 | Kabir                                     | Filmfare Award - Nominerad för "Bästa negativa roll" International Indian Film Awards - Pris för "Bästa negativa roll" & Zee Cine Awards - Pris för "Bästa negativa roll" |
| Madhosi                          | 2004 | Aman Joshi                                | |
| Elaan                            | 2005 | Abhimanuy Singh                           | |
| Karam                            | 2005 | John                                      | |
| Kaal                             | 2005 | Krish Thapar                              | |
| Viruddh                          | 2005 | Amar Patwardhan                           | |
| Water                            | 2005 | Narayan                                   | |
| Garam Masala                     | 2005 | Shyam "sam" Salgaonkar                    | IIFA Awards - Nominerad för "Bästa biroll" |
| Shikkar                          | 2005 | "sig själv" - John Abraham                | |
| Zinda                            | 2006 | Rohit Chopra                              | Global Indian Film Awards - Nominerad för "Bästa skådespelare", Filmfare Awards - Nominerad för "Bästa insats i en negativ roll" & IIFA Awards - Nominerad för IIFA Best Villain Award |
| Taxi No. 9211                    | 2006 | Jai Mithal                                | |
| Kabhi Alvida Naa Kehna           | 2006 | DJ                                        | |
| Baabul                           | 2006 | Rajat Verma                               | Filmfare Awards - Nominerad för "Bästa manliga biroll" |
| Kabul Express                    | 2006 | Suhel Khan                                | |
| Salaam-e-ishq: A tribute to love | 2007 | Ashutosh Raina                            | |
| Hattrick                         | 2007 | "sig själv" - John Abraham                | |
| No Smoking                       | 2007 | K                                         | |
| Dhan Dhana Dhan Goal             | 2007 | Sunny Bhasin                              | |
| Dostana                          | 2008 | Kunal Chahan                              | Star Screen Awards – priset Star Screen Award Jodi No. 1 |
| Luck By Chance                   | 2009 | "sig själv" - John Abraham                | |
| New York                         | 2009 | Samir "Sam" Sheikh                        | |
| Aashayein                        | 2010 | Rahul Sharma                              | |
| Jhootha Hi Shai                  | 2010 | Sidharth "Sid" Arya (Fidato)              | |
| 7 Khoon Maaf                     | 2011 | Jimmy Stetson                             | |
| Mere Brother Ki Dulhan           | 2011 | "sig-själv" - John Abraham                | |
| Force                            | 2011 | Yashvardan "Yash" Singh                   | |
| Desi Boys                        | 2011 | Nikhil "Nick" Mathur (Hunter)             | |
| Housefull 2                      | 2012 | Max Mehta/Jolly 2                         | |
| Vicky Donor                      | 2012 | "sig själv" - John Abraham                | Filmfare Awards - Nominerad för "Bästa film", Star Screen Awards - Nominerad för "Bästa film", Times Of India Film Awards - Nominerad för "Bästa film", Big Star Entertainment Award - Nominerad för "Bästa film", Stardust Awards - Pris för "Bästa film" & ETC Bollywood Bussnies Awards - Pris för "Bästa framgångsrika bugdet film" |
| Race 2                           | 2013 | Armaan Mailk                              | Celltext |
| I, Me Aur Mein                   | 2013 | Ishaan Sabharwal                          | |
| Shoutout At Wadala               | 2013 | Manya Shurve                              | |
| Madras Cafe                      | 2013 | Vikram Singh                              | Big Star Entertainment Awards - Nominerad för "Mest underhållande manliga skådespelare i en Social Drama Film", Star Screen Awards - Nominerad för "Bästa skådespelare" |
| Welcome Back                     | 2015 | Ajay "Ajju" Barsi                         | |
| Wazir                            | 2016 | SP Vijay Mailk                            | |
| Rocky Handsome                   | 2016 | Kabir Ahlawat känd som - "Rocky Handsome" | |
| Dishoom                          | 2016 | Kabir Shergil                             | |
| Force 2                          | 2016 | Yashvardhan "Yash" Singh                  | |
| Parmanu - The Story Of Pokhran   | 2018 | Ashwat Raina                              | |
| Satyameva Jayate                 | 2018 | Virendra "Vid" Rathod                     | |
| Romeo Akbar Walter               | 2019 | Romeo/Akbar Mailk/Walter Khan             | |
| Batla House                      | 2019 | DCP Sanjeev Kumar Yadav                   | |
| Pagalpanti                       | 2019 | Raj Kishore                               | |
| Mumbai Saga                      | 2021 | Amartya Rao Naik                          | |